# Abadia territorial de Monte Oliveto Maggiore
L'Abadia territorial de Monte Oliveto Maggiore (italià: Abbazia territoriale di Monte Oliveto Maggiore; llatí: Abbatia Territorialis Sanctae Mariae Montis Oliveti Maioris) és una seu de l'Església catòlica, immediatament subjecta a la Santa Seu, que pertany a la regió eclesiàstica Toscana. El 2007 tenia 480 batejats d'un total de 480 habitants. Actualment està regida per l'abat Diego Gualtiero Rosa, O.S.B.Oliv.

## Territori
.

Mapa de la diòcesi

La diòcesi comprèn 4 parròquies del municipi d'Asciano.
| Parròquia                             | Patró                | Municipi | Barri    | Població |
| ------------------------------------- | -------------------- | -------- | -------- | -------- |
| Santa Maria di Monte Oliveto Maggiore | Nativitat de Maria   | Asciano  | abadia   | 114      |
| San Florenzo a Vescona                | Sant Florenci        | Asciano  | Vescona  | 78       |
| San Giovanni Battista a Pievina       | Sant Joan Baptista   | Asciano  | Pievina  | 97       |
| San Michele arcangelo                 | Sant Miquel arcàngel | Asciano  | Chiusure | 220      |

## Història
L'abadia va ser fundada el 1313 per Bernardo Tolomei (1272-1348), un professor de dret que formava part d'una família rica de Siena, que quan va fer els 40 anys es retirà a aquest lloc solitari, conegut com el "Desert d'Accona", propietat de la seva família.
La fundació del monestir va ser aprovada el 1319 pel bisbe d'Arezzo Guido Tarlati i unida a l'orde de Sant Benet. La construcció del monestir s'inicià el 1320 i el 1344 i la nova congregació olivetana va ser aprovada pel Papa Climent VI.
L'abadia sempre ha tingut una gran importància al territori de Siena. Les seves possessions arribaven fins al llindar de Chiusure i de la Vall d'Asso. El fet d'ésser també grans latifundistes van fer que els olivetans també tinguessin un paper a l'organització agrícola del territori dels Crete. L'imponent complex religiós es troba a l'àrea meridional del municipi d'Asciano. És seu de l'abat general de l'Congregació benedictina de Monte Oliveto i també és seu de l'Institut de Restauració de Llibres.
El va quedar exempta de la jurisdicció diocesana, quedant immediatament subjecta a la Santa Seu.
L'1 de maig de 1953 va ser instituït el capítol de l'abadia, en virtut de la butlla Nullus hominum del Papa Pius XII.

## Cronologia dels abats des del 1900 fins a l'actualitat
- Ildebrando Polliuti, O.S.B.Oliv. † (8 de gener de 1899 - 10 de setembre de 1917 mort)
- Mauro Maria Parodi, O.S.B.Oliv. † (10 de setembre de 1917 - 1928 mort)
- Luigi Maria Perego, O.S.B.Oliv. † (15 d'octubre de 1928 - 1946 mort)
- Pietro Romualdo Maria Zilianti, O.S.B.Oliv. † (24 de setembre de 1946 - 1970 mort)
- Angelo Maria Sabatini, O.S.B.Oliv. † (9 d'octubre de 1970 - 1986 mort)
- Maurizio Benvenuto Maria Contorni, O.S.B.Oliv. † (25 de novembre de 1986 - 1992 renuncià)
- Michelangelo Riccardo Maria Tiribilli, O.S.B.Oliv. (16 d'octubre de 1992 - 21 d'octubre de 2010 renuncià)
- Diego Gualtiero Rosa, O.S.B.Oliv., des del 21 d'octubre de 2010

## Estadístiques
| any  | població | població | població | sacerdots | sacerdots | sacerdots | sacerdots | diaques | religiosos | religiosos | parroquies |
| ---- | -------- | -------- | -------- | --------- | --------- | --------- | --------- | ------- | ---------- | ---------- | ---------- |
| 1950 | 2.150    | 2.150    | 100,0    | 26        | 2         | 24        | 82        |         | 66         | 3          | 4          |
| 1970 | 698      | 698      | 100,0    | 27        | 2         | 25        | 25        |         | 53         | 15         | 7          |
| 1980 | 1.519    | 1.522    | 99,8     | 20        | 2         | 18        | 75        |         | 46         | 8          | 9          |
| 1990 | 463      | 463      | 100,0    | 18        | 1         | 17        | 25        | 1       | 28         | 6          | 4          |
| 1997 | 530      | 530      | 100,0    | 19        | 1         | 18        | 27        | 2       | 26         | 8          | 4          |
| 2000 | 540      | 540      | 100,0    | 21        | 1         | 20        | 25        |         | 28         | 7          | 4          |
| 2001 | 540      | 540      | 100,0    | 19        | 1         | 18        | 28        |         | 26         | 6          | 4          |
| 2002 | 500      | 500      | 100,0    | 18        | 1         | 17        | 27        |         | 25         | 6          | 4          |
| 2003 | 490      | 490      | 100,0    | 18        | 1         | 17        | 27        |         | 25         | 6          | 4          |
| 2004 | 500      | 500      | 100,0    | 18        | 1         | 17        | 27        | 1       | 26         | 6          | 4          |
| 2007 | 480      | 480      | 100,0    | 16        | 1         | 15        | 30        |         | 24         | 6          | 4          |